# Brodyer Synagoge (Leipzig)

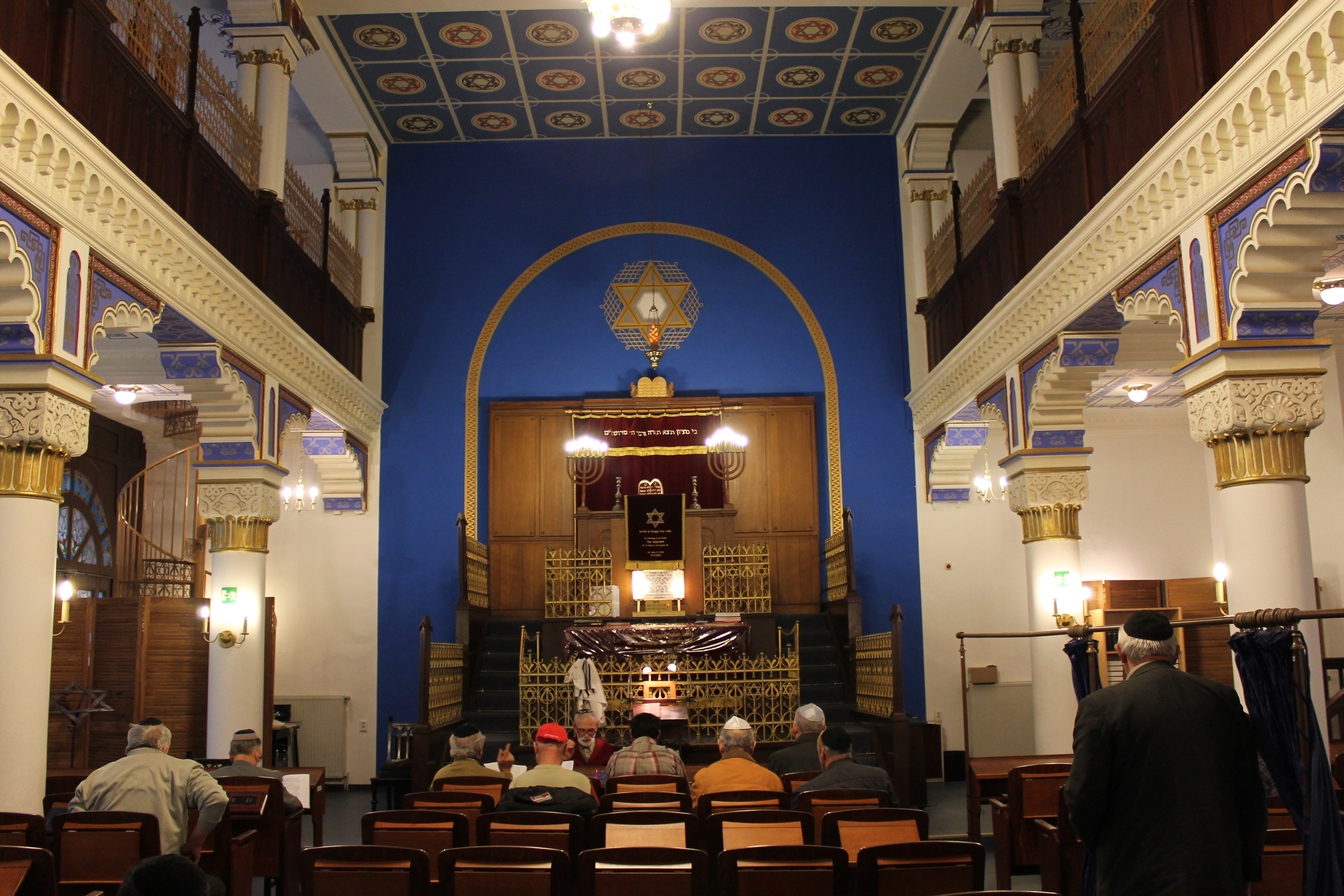
Der Innenraum mit Toraschrein, Parochet, Ner Tamid und Bima.

Die Brodyer Synagoge ist eine orthodoxe Synagoge an der Keilstraße 4–6 in Leipzig. Die Synagoge wurde nach der Stadt Brody in der heutigen Ukraine benannt.

## Beschreibung
Der jüdische Sakralbau ist Bestandteil der geschlossenen Bebauung im Bereich nördlich des Leipziger Innenstadtrings. Die der Keilstraße zugewandte Fassade des Sakralbaus zeigt im Erdgeschoss radförmige Fenster mit farbiger Kunstverglasung.

### Vorgängerbauten in Leipzig
Die Synagoge geht auf die 1763/64 gegründete Leipziger Brody Schul (jiddisch:שול בראָד/ברוד) am Brühl 71 (Haus „Blauer Harnisch“) zurück, die von ostjüdischen Pelzwarenhändlern aus  Brody nach ihrer ostjüdischen Synagoge aus ihrem galizischen Herkunftsort benannt wurde. Die aus dem Schtetl Brody kommenden ostjüdischen Händler Harmelin besaßen im „Blauen Harnisch“ in Leipzig ein Warenlager für ihre Borsten- und Fellkommissionsfirma.

### Leipziger Synagoge in der Keilstraße 4

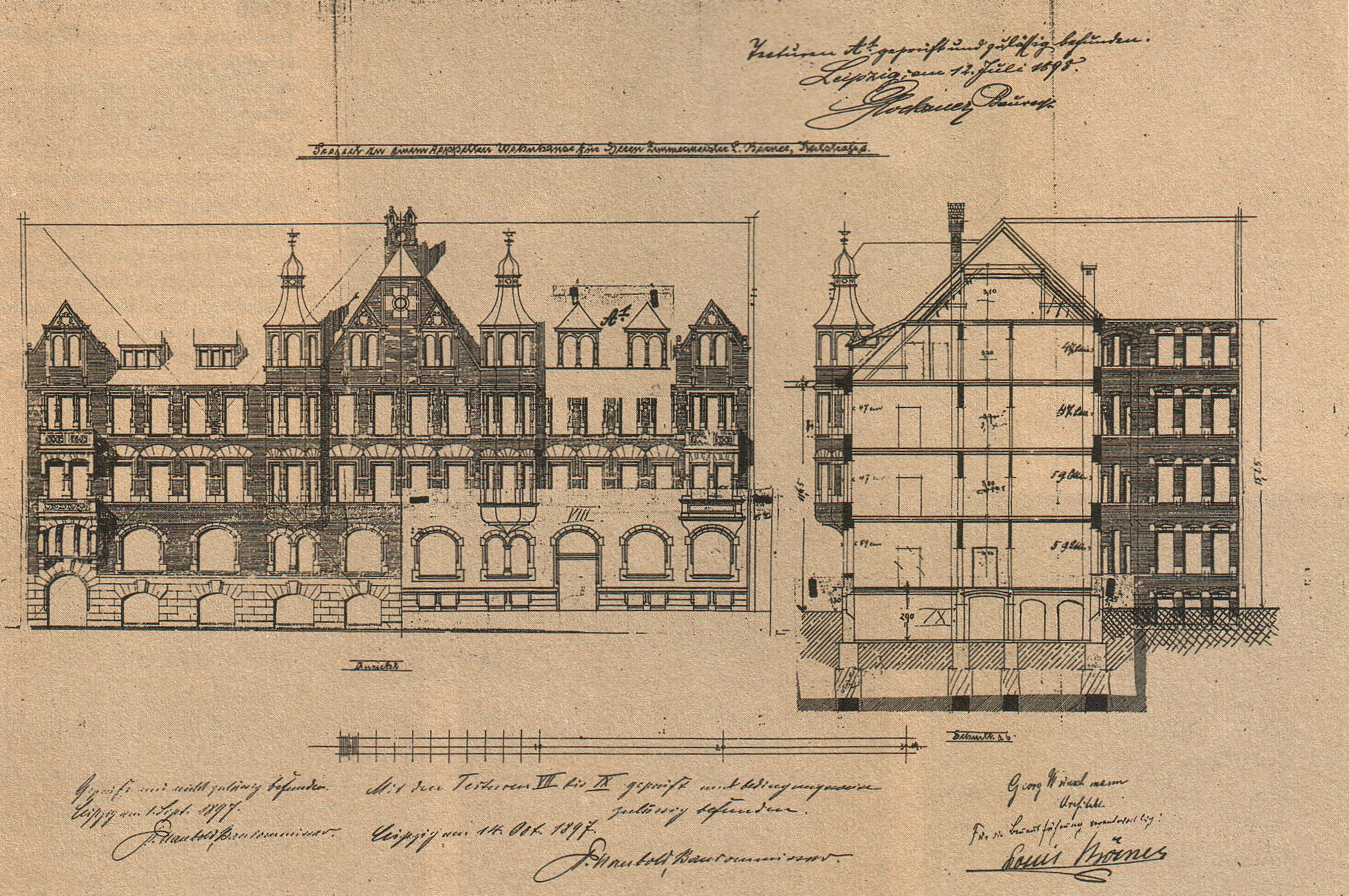
Bauzeichnung zum Umbau aus dem Jahr 1897

Der Betsaal in der Keilstraße 4 in Leipzig befand sich in einem Doppelwohnhaus, das 1898 für den Leipziger Zimmermeister Louis Börner nach Entwürfen von Georg Wünschmann erbaut wurde.
Am 16. Dezember 1901 wurde der Bauantrag für die Einrichtung eines Betsaales in der Keilstraße 4 gestellt. Die Entwürfe lieferte Oscar Schade. Der Sakralraum sollte eingewanderten, orthodoxen Ostjuden dienen, die in der Leipziger Synagoge keinen Gottesdienst halten konnten, da dort nur reformierter Gottesdienst gehalten werden durfte. 1903 erwarb der Talmud-Thora-Verein unter Vorsitz des jüdischen Kaufmanns und Bankiers Martin Samuel Kroch (Vater von Hans Kroch) das Gebäude von Friedrich Gutfreund. Bei dem Umbau im Jahre 1904 wurden die Wohnungen des Erd- und ersten Obergeschosses zu einem einzigen Raum zusammengefasst. Nach den Umbauarbeiten wurde die Synagoge nach dem Ort Brody benannt.
Am 30. Juni 1937 ging die Räumlichkeit im Rahmen der Arisierung auf eine Grundstücksverwaltung-Treuhand-AG über. Alfred Eibenschütz war Kantor (Chasan), als Oberkantor wirkte Hillel Schneider und ab 1938 Samuel Lampel. Ephraim Carlebach war Religionslehrer und späterer Rabbiner der Synagoge. In der Pogromnacht vom 9./10. November 1938 wurde die Innenausstattung demoliert und der Sakralraum entweiht, weil sie sich in einem Wohnhaus befand, wurde sie aber nicht angezündet. Danach wurde das Gebäude als Seifenfabrik benutzt. Das Gebäude wurde am 28. Oktober 1945 wieder eingeweiht und ist seitdem die einzige Synagoge Leipzigs. Nach einer Restaurierung wurde das Gebäude am 22. Mai 1993 erneut als Synagoge geweiht und wird seither von der Jüdischen Gemeinde Leipzig genutzt.

### Architektur und Ausstattung
Die Synagoge hat ein Platzangebot von 510 Sitzplätzen. Das Gebäude ist ein Emporensaal. Die Emporen ruhen auf Säulen, die orientalisch historisierend gestaltet sind:

„Der dreischiffige Raum mit dreiseitig umlaufender Frauenempore ist reich im neomaurischen Stil ausgestattet: Arabeske Formen und vielfarbige geometrische Muster geben einen Eindruck davon, wie die einst zahlreichen ‚maurischen‘ Synagogen des 19. und frühen 20. Jahrhunderts gewirkt haben mögen. Die Leipziger Synagoge ist heute die einzige dieses Stils in Deutschland, die noch von einer jüdischen Gemeinde genutzt werden kann.“

Die originale Ausstattung wurde in der Pogromnacht vom 9./10. November 1938 zerstört. Im Toraschrein befinden sich derzeit vier Torarollen aus dem 18. und 19. Jahrhundert mit reicher Silberarbeit. Die Stäbe der Schriftrollen sind mit Kronen (Keter), an denen Glöckchen hängen, geschmückt. Vor den Rollen ist ein massives Umhängeschild (Tass) teilweise mit angehängten Widmungsmedaillons ausgestattet.